# Kirgizi
Kirgizi su turski narod, koji pretežno živi u Kirgistanu, gdje čini oko 52% stanovništva. Kirgizi su većinom islamske vjeroispovijesti, a govore kirgiskim jezikom, koji spada u tursku skupinu altajske porodice jezika.
Kirgiza ukupno ima oko 3.145.000, od toga u Kirgistanu 2.653.000. 

## Vanjske poveznice
|  | Zajednički poslužitelj ima još gradiva o temi Kirgizi |

- Fotografije